# Razzle Dazzle (Buck-Tick)
Razzle Dazzle è il diciottesimo album in studio del gruppo musicale giapponese Buck-Tick, pubblicato il 13 ottobre 2010.

## Descrizione
Il disco è stato pubblicato dalla major Ariola Japan, sussidiaria della Sony Music.
Esistono due edizioni dell'album: una normale con custodia jewel case, ed una speciale in libretto di cartoncino, cover variata e DVD extra. La copertina dell'album è opera dell'artista Aquirax Uno.
RAZZLE DAZZLE è il primo lavoro dell'ennesima nuova fase dei BUCK-TICK, un gruppo musicale in continua evoluzione dalla propria fondazione e che ha attraversato diversi momenti creativi. Con questo album la band sposta il rock verso una direzione più solare e ballabile, non priva di momenti elettronici e dance come la title track o Hamushi no yō ni.

Il singolo Dokudanjō Beauty è qui presente in una versione modificata con la collaborazione di Lucy, cantante della rock band femminile LAZYgunsBRISKY, che presta la sua voce nel ritornello della canzone.
Nell'album sono inoltre contenute le due sigle scritte dalla band per l'anime Shi ki: l'iniziale Kuchizuke e la finale Gekka reijin.

## Tracce
Dopo il titolo è indicata fra parentesi "()" la grafia originale del titolo.
1. Razzle Dazze Fragile (Razzle Dazzle Fragile?) - 1:18 (Hisashi Imai)
2. Razzle Dazzle (Razzle Dazzle?) - 4:04 (Hisashi Imai)
3. Kyōki no dead heat (狂気のデッドヒート?) - 3:52 (Atsushi Sakurai - Hidehiko Hoshino)
4. Dokudanjō Beauty -R.I.P.- (独壇場Beauty-R.I.P.-?) - 4:31 (Hisashi Imai)
5. Hamushi no yō ni (羽虫のように?) - 3:52 (Hisashi Imai)
6. Yōgetsu -Yōgetsu no utage- (妖月-ようげつの宴-?) - 4:13 (Atsushi Sakurai - Hidehiko Hoshino)
7. Bolero (Bolero?) - 4:52 (Hisashi Imai)
8. Django!!! -Genwaku no django- (Django!!!-眩惑のジャンゴ-?) - 4:48 (Hisashi Imai)
9. Sakuran Baby (錯乱Baby?) - 4:36 (Atsushi Sakurai - Hisashi Imai)
10. Pixy (Pixy?) - 4:29 (Atsushi Sakurai - Hidehiko Hoshino)
11. Kuchizuke -Serial Thrill Kisser- (くちづけ-SERIAL THRILL KISSER-?) - 4:30 (Atsushi Sakurai - Hisashi Imai)
12. Gekka reijin (月下麗人?) - 4:52 (Atsushi Sakurai - Hisashi Imai)
13. Mugen (夢幻?) - 4:22 (Atsushi Sakurai - Hidehiko Hoshino)
14. Tango Swanka (Tango Swanka?) - 3:37 (Atsushi Sakurai, Hisashi Imai - Hisashi Imai)
15. Solaris (Solaris?) - 5:18 (Atsushi Sakurai - Hisashi Imai)

### DVD
1. Intervista con la band sull'album RAZZLE DAZZLE
2. Dokudanjō Beauty (独壇場Beauty?); videoclip

## Formazione
- Atsushi Sakurai - voce
- Hisashi Imai - chitarra, cori
- Hidehiko Hoshino - chitarra e tastiera
- Yutaka Higuchi - basso
- Toll Yagami - batteria